# فاندليكورت
فاندليكورت (بالفرنسية: Vandélicourt)‏ هي بلدية تقع في فرنسا في Canton of Ribécourt-Dreslincourt.[بحاجة لمصدر] يقدر عدد سكانها بـ 202 نسمة ومساحتها 4.67 كم2 وترتفع عن سطح البحر 85 متر.

## أعلام
- لويس باربييه